# Richelle Mead
Richelle Mead (n. 12 noiembrie 1976, Michigan) este o scriitoare americanǎ de fantezie renumită pentru seriile Academia Vampirilor și Georgina Kincaid.

## Biografie
Originară din Michigan, unde s-a născut în 1976, Richelle locuiește în prezent la Seattle, împreună cu soțul ei și patru pisici.
În 2007, a debutat cu douǎ serii, una pentru adulți, Georgina Kincaid, iar cealaltă pentru tineri, Academia Vampirilor, al cărei prim volum dă și titlul seriei. În anul următor, lansează cea de-a treia serie, Dark Swan. Succesul rapid al cărților ei îi impune un ritm alert de publicare, până în prezent având în portofoliu nu mai puțin de zece titluri din cele trei serii menționate și ocupând poziții de top în New York Times Bestseller List.
La data de 1 septembrie 2011 autoarea a anunțat pe blogul ei cǎ a nǎscut un fiu. La data de 12 iulie 2013 autoarea a anunțat pe twitter că așteaptă un al doilea fiu în luna ianuarie a anului viitor.

### Serii

#### Academia Vampirilor(publicată în limba română de editura Ledabooks)
1. Academia Vampirilor(2007)
2. Inițierea(2008)
3. Atingerea Umbrei(2008)
4. Jurământ de sânge(2009)
5. Limitele Spiritului(2010)
6. Sacrificiu final(2010)

#### Bloodlines
Aceasta este o serie secundarǎ din lumea seriei Academia Vampirilor care urmǎrește aventurile alchimistei Sydney Sage și ale prietenilor ei. Autoarea a semnat un contract cu editura pentru șase romane din aceastǎ serie.
1. Bloodlines
2. The Golden Lily
3. The Indigo Spell
4. The Fiery Heart
5. Silver Shadows
6. The Ruby Circle (February 2015)

#### Georgina Kincaid(publicată în limba română de editura Ledabooks)
1. Tristeți de sucub[6]
2. Nopți de sucub[7]
3. Vise de sucub[8]
4. Patimi de sucub[9]
5. Taine de sucub[10]
6. Dezvaluiri de sucub

#### englezăDark Swan
1. engleză Storm Born (5 august 2008)
2. engleză Thorn Queen (28 iulie 2009)
3. engleză Iron Crowned (22 februarie 2011)
4. engleză Shadow Heir(3 ianuarie 2012)

### Antologii
1. “Brushstrokes,” Dreams & Desires Vol. 1 (Freya’s Bower, Februarie 2007) (cu personaje din seria Georgina Kincaid)
2. “City of Demons,” Eternal Lover (Kensington, Aprilie 2008) (cu personaje din seria Georgina Kincaid)
3. “Blue Moon,” Immortal: Love Stories With Bite (BenBella Books, August 2008)
4. “Sunshine,” Kisses From Hell (HarperTeen, August 2010) (cu personaje din seria Academia Vampirilor)